# Clive Davis
Clive Jay Davis (Brooklyn, 1932. április 4. –) amerikai lemezproducer, ügyvéd és üzletember. Öt Grammy-díjat nyert,2000-ben pedig a Rock & Roll Hall of Fame-be is beválogatták. 1967-től 1973-ig a Columbia Records elnöke volt, 1974-től 2000-ig pedig az Arista Records elnökeként tevékenykedett, és egyben a kiadó alapítója is volt. 2002-től 2008-ig az RCA Music Group vezérigazgatója volt.
Olyan előadókat juttatott csúcsra, mint a Sly and the Family Stone, Janis Joplin, Laura Nyro, Carlos Santana, Bruce Springsteen, a Chicago, Billy Joel, Donovan, a Bay City Rollers, a Blood, Sweat & Tears,a  Loggins and Messina, az Ace of Base, az  Aerosmith, Olivia Longott, a Pink Floyd és a Westlife. Whitney Houston 
-t és Barry Manilow-t is ő fedezte fel.
Brooklynban született, zsidó szülők gyermekeként.